# Napoli d'altri tempi
Napoli d'altri tempi é um filme de comédia musical produzido na Itália em 1938, dirigido por Amleto Palermi e com atuações de Vittorio De Sica, Emma Gramatica e Elisa Cegani.